# Еспел
Еспел (нід. Espel) — невелике село в Нідерландах, у муніципалітеті Нордостполдер, провінція Флеволанд. Розташоване за 6 км на схід від адміністративного центру муніципалітету —— міста Еммелорд.

## Назва
Село Еспел названо на честь поселення Еспелберг (Espelbergh), також відомого як Еспело (Espelo), яке розташовувалося на північ від Урка до того як поселення і землі навколо нього змило повінню Усіх Святих у 1570 році.

## Розташування

Село Еспел (червоний колір) та територія, йому підпорядковна (рожевий колір) на схемі муніципалітету

Територія навколо Еспела — важливий регіон для вирощування квітів, переважно, тюльпанів. В Ейсселмері біля Еспела починається одна з найбільших в Нідерландах вітрових станцій — Windpark Noordoostpolder — яка складається з 80 вітряків і простягається
Площа, що належить до села, становить 33,48 км², з яких суходол займає 33,22 км², водна поверхня — 0,26 км².

## Історія
На початку 1940-х років завершилося осушення Зейдерзе і створення Нордостполдера, у середині 1940-х почалося заселення новоствореного польдеру. Усі населені пункти Нордостполдера були заплановані, серед них — і село Еспел, зведене у 1956 році.
У 1959—1962 роках в Еспелі спорудили протестантську церкву Una Sancta, підпорядковану Протестантській церкві Нідерландів, у 1960—1961 роках — римо-католицьку церкву Вознесіння Господнього (наразі не діє).

## Інфраструктура
При будівництві села за планом, окрім житлових будинків, були зведені три школи (державна, парафіяльна римо-католицька і парафіяльна протестантська), два дитячих садки, дві церкви, римо-католицька і протестантська, два ресторани та кілька магазинів. Були організовані футбольний, ковзанярський і тенісний клуби. З часом більшість закладів припинили існування, у 2002 році закрився останній супермаркет, у 2009 році — останній магазин. 2011 року за ініціативи місцевих мешканців та за участі підприємця з Лелістада відкрився супермаркет Troefmarkt. 2014 року супермаркет придбав інший підприємець із сусіднього Толлебека і включив його до власної мереж супермаркетів Attent.
У сучасному Еспелі діють церква, школа, кафе-ресторан, боулінг-центр, спортивний стадіон та аматорський футбольний клуб SC Espel.

## Транспорт
В Еспелі, як і в інших населених пунктах муніципалітету Нордостполдер, немає залізничного сполучення. Найближчі залізничні станції розташовані у містах Кампен, Дронтен і Лелістад.
Громадський транспорт представлений автобусним маршрутом № 77, який сполучає Еспел з Еммелордом, Крейлом, Рюттеном і Леммером.
Еспел сполучається з Толлебеком, Урком, Крейлом, Рюттеном і Леммером місцевим автошляхом N712, з Еммелордом — шляхом N714.

## Демографія
Станом на 2017 рік в Еспелі мешкає 1 405 осіб у 550 домогосподарствах. Серед мешканців села — 105 осіб іноземного походження.